# Roudnice nad Labem
Roudnice nad Labem (Duits: Raudnitz an der Elbe) is een stad in de Tsjechische regio Ústí nad Labem. De stad ligt op 195 meter hoogte aan de rivier Elbe.

## Geschiedenis
De eerste vermelding van Roudnice stamt uit 1167. In de middeleeuwen was de stad een residentie van de aartsbisschop van Praag.
De status van stad kreeg Roudnice in de 13e eeuw. Het begin van de daaropvolgende eeuw was een grote bloeiperiode voor de stad. Bisschop Jan IV van Dražice liet in het jaar 1333 de eerste stenen brug over de Elbe bouwen. Tussen het einde van de Hussitische Oorlogen en het begin van de 17e eeuw wisselde de stad verschillende keren van eigenaar. In 1603 kwam de stad in bezit van de familie Lobkowicz, van wie de heerschappij duurde tot 1850. Vanaf toen was Roudnice districtsstad van het district Roudnice. Vanaf 1960 hoort de stad bij het district Litoměřice.

## Bezienswaardigheden

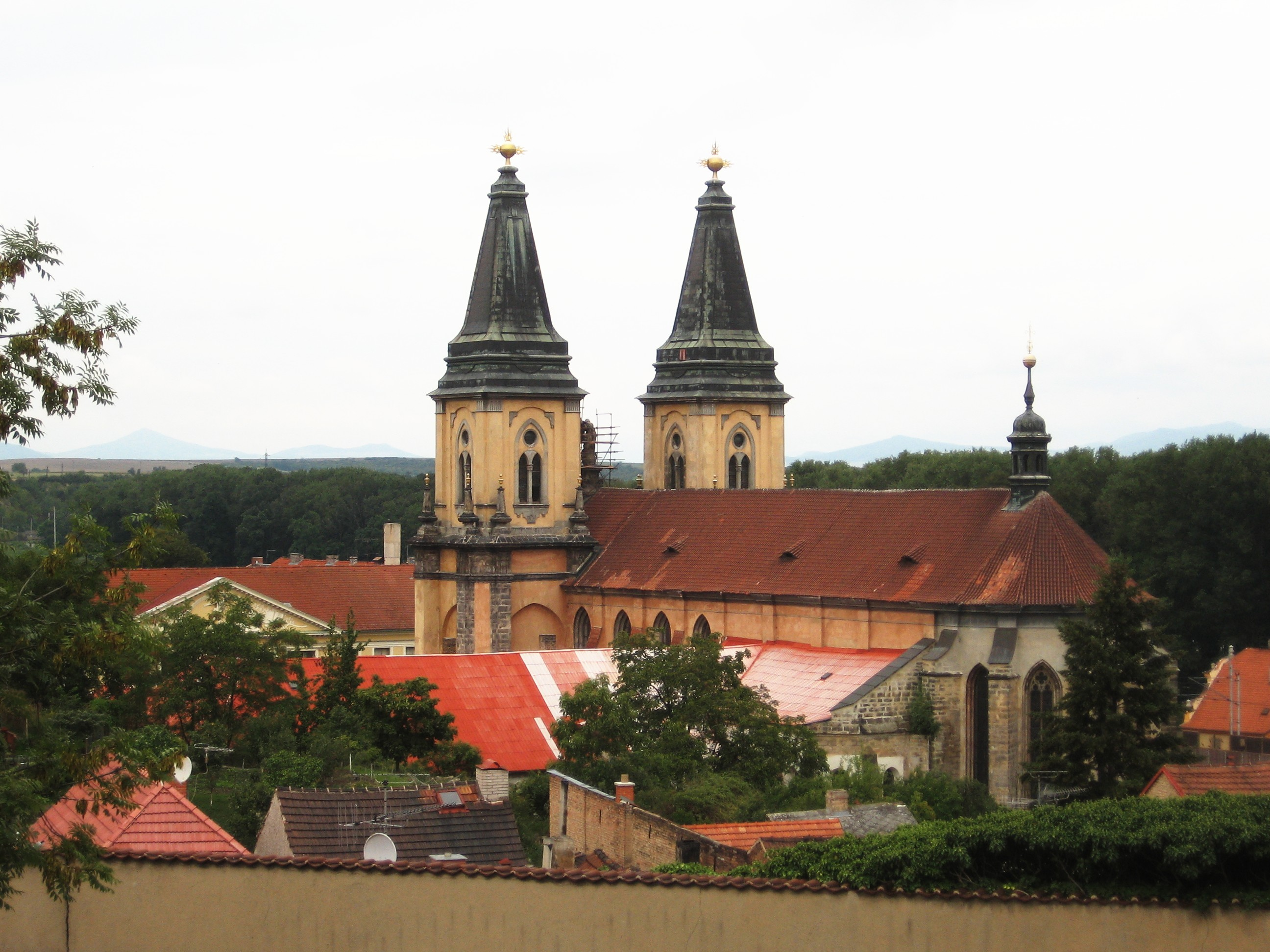
De "Geboorte van de Maagd Maria-kerk" in Roudnice nad Labem

- Het Romaanse kasteel in Roudnice was het eerste in zijn soort in Bohemen. Het werd gebouwd aan het einde van de 12e eeuw, naar Frans voorbeeld.
- Het Augustijnenklooster werd ontworpen door Jan z Dražice, die in Avignon ervaring had opgedaan. Hij bracht de ervaring in praktijk in Roudnice nad Labem, waar hij een klooster oprichtte voor de Augustijnen. De bouw begon in 1333 en duurde meer dan twintig jaar.
- De Geboorte van de Maagd Maria-kerk (Kostel Narození Panny Marie) is in de 14e eeuw in gotische stijl gebouwd.
- De oude Joodse begraafplaats uit de middeleeuwen bestaat niet meer, maar die uit de 17e eeuw wel. Verder is er ook een Joodse school en synagoge.

## Partnersteden
- Albaida, Spanje
- Amstetten, Oostenrijk
- Banbridge, Noord-Ierland
- Roßlau, Duitsland
- Ruelle-sur-Touvre, Frankrijk

## Personen

### Geboren in Roudnice nad Labem
- Georg Wilhelm Pabst (1885-1967), Oostenrijks filmregisseur
- Roman Týce (1977), Tsjechisch voetballer

Bechlín ·
Bohušovice nad Ohří ·
Brňany ·
Brozany nad Ohří ·
Brzánky ·
Bříza ·
Budyně nad Ohří ·
Býčkovice ·
Ctiněves ·
Černěves ·
Černiv ·
Černouček ·
Čížkovice ·
Děčany ·
Dlažkovice ·
Dobříň ·
Doksany ·
Dolánky nad Ohří ·
Drahobuz ·
Dušníky ·
Evaň ·
Hlinná ·
Horní Beřkovice ·
Horní Řepčice ·
Hoštka ·
Hrobce ·
Chodouny ·
Chodovlice ·
Chotěšov ·
Chotiměř ·
Chotiněves ·
Chudoslavice ·
Jenčice ·
Kamýk ·
Keblice ·
Klapý ·
Kleneč ·
Kostomlaty pod Řípem ·
Krabčice ·
Křesín ·
Křešice ·
Kyškovice ·
Levín ·
Lhotka nad Labem ·
Liběšice ·
Libkovice pod Řípem ·
Libochovany ·
Libochovice ·
Libotenice ·
Litoměřice ·
Lkáň ·
Lovečkovice ·
Lovosice ·
Lukavec ·
Malé Žernoseky ·
Malíč ·
Martiněves ·
Michalovice ·
Miřejovice ·
Mlékojedy ·
Mnetěš ·
Mšené-lázně ·
Nové Dvory ·
Oleško ·
Píšťany ·
Ploskovice ·
Podsedice ·
Polepy ·
Prackovice nad Labem ·
Přestavlky ·
Račice ·
Račiněves ·
Radovesice ·
Rochov ·
Roudnice nad Labem ·
Sedlec ·
Siřejovice ·
Slatina ·
Snědovice ·
Staňkovice ·
Straškov-Vodochody ·
Sulejovice ·
Štětí ·
Terezín ·
Travčice ·
Trnovany ·
Třebenice ·
Třebívlice ·
Třebušín ·
Úpohlavy ·
Úštěk ·
Vědomice ·
Velemín ·
Velké Žernoseky ·
Vchynice ·
Vlastislav ·
Vražkov ·
Vrbice ·
Vrbičany ·
Vrutice ·
Záluží ·
Žabovřesky nad Ohří ·
Žalhostice ·
Židovice ·
Žitenice